# Ori Kaplan
Ori Kaplan (* 1. Oktober 1969 in Tel Aviv) ist ein israelischer Jazz-Altsaxophonist. 

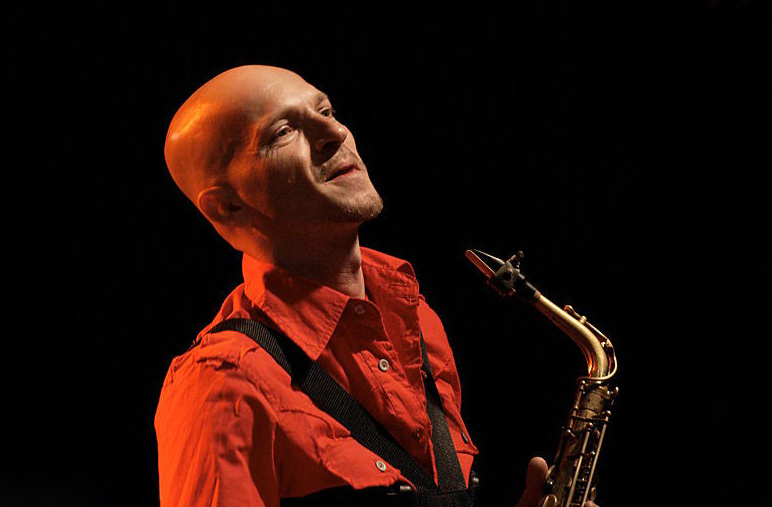
Ori Kaplan (2007)

Ori Kaplan begann mit elf Jahre mit klassischem Klarinetten-Unterricht; er entschied sich jedoch für den Jazz und spielte in der Formation DXM, einer Tel Aviver Underground-Band. Kaplan zog 1991 in die Vereinigten Staaten, erwarb am Mannes College (NYC) den Bachelor-Abschluss und gründete sein Trio Plus mit dem Bassisten und Tubisten Tom Abbs und dem Schlagzeuger und Trompeter Geoff Mann und spielte dort in der Bigband von William Parker, dem Little Huey Orchestra, in Alan Silvas Sound Visions Orchestra und weiteren Musikern um die Knitting Factory und das Vision Festival sowie Susie Ibarra. Im Januar 1999 entstand für das CIMP-Label das erste Album des Ori Kaplan Trio (Realms). An seinem zweiten Album Delirium wirkte auch der Posaunist Steve Swell mit. Cook und Morton erinnerte das Spiel des Kaplan-Trios an das legendäre Ornette Coleman Trio mit David Izenzon und Charles Moffett von 1965. 
Im Jahr 2001 erhielt Kaplan den Jerome Award for Young Jazz Composers. Kaplan arbeitete außerdem mit der Band Gogol Bordello, die Einflüsse osteuropäischer Musik integrierte, was sie Gypsy Punk Cabaret nannte und gründete die Shaat'nez Band mit Andrew Bemkey, Geoff Mann, Adam Roberts, dem Tubisten Marcus Rojas und dem Schlagzeuger Tamir Muskat. Die Band integrierte traditionelle Musikformen des Mittleren Ostens, der Gypsy- und der Klezmer-Musik. Nach seiner Rückkehr nach Israel spielte er 2002 mit Assif Tsahar und gründete 2003 zusammen mit Tamir Muskat die Formation Balkan Beat Box.

## Diskographische Hinweise
- Realms (CIMP, 1999)
- Delirium (CIMP, 2000)